# Patrick Kane
Patrick Timothy Kane II (19 november 1988) is een Amerikaans professioneel ijshockeyspeler. Hij is rechtervleugelspeler bij de Detroit Red Wings in de National Hockey League. De Chicago Blackhawks kozen hem in de NHL Entry Draft van 2007. In 2023 tekende hij als free agent bij de Detroit Red Wings. Patrick Kane staat bekend als één van de allerbeste Amerikaanse ijshockeyspelers ooit, met meer dan 1200 punten in zijn carrière. Kane is een 9-voudig All Star.

## Carrière

##### Jeugd en Chicago-tijdperk
Kane begon in 2006 met zijn eerste serieuze competitie, bij de Londen Knights in de Ontario Hockey League, een grote opleidingscompetitie. Met 145 punten maakte hij meteen indruk. Hiervoor speelde hij voor het opleidingstraject van de Amerikaanse bond. Datzelfde jaar zouden de Chicago Blackhawks Kane als eerste kiezen in de Entry Draft. Hij zou direct de competitie ingaan, en won de Calder Trophy voor beste rookie van het jaar. Hij scoorde 72 punten en werd meteen reserve-aanvoerder. Het jaar erna werd voor Kane zijn eerste van 9 All Star-selcties. In 2010 won Kane met zijn ploeg zijn eerste Stanley Cup. Dit seizoen scoorde hij zijn op dat moment beste score van 88 punten, en zijn beste play-offjaar ooit met nog eens 28 punten in 22 duels. In 2013 mocht Chicago aan de hand van Kane een nieuwe Stanley Cup omhoog houden, waarin Kane uitgeroepen werd tot belangrijkste speler van de play-offs en daarvoor de Conn Smythe Trophy kreeg. Ook dit seizoen zat hij boven 1 punt per wedstrijd en scoore 19 punten in de play-offs. In het door een lock-out geteisterde seizoen speelde Kane ook een tijdje voor het Zwitserse EHC Biel. In 2015 wonnen de Blackhawks de Stanley Cup met Patrick Kane. Hij scoorde dit postseason 23 punten in evenveel duels. In de 3 gewonnen finales werd respecievelijk gewonnen van de Philadelphia Flyers, de Boston Bruins en de Tampa Bay Lightning. In het seizoen 2015-2016 werd Patrick Kane de eerste geboren Amerikaan die de Hart Trophy en de Art Ross Trophy zou winnen. Hij scoorde 106 punten, voor het eerst boven de 100. In de play-offs verloor hij met zijn team direct in de eerste ronde. In 2017 werd Kane opgenomen in de lijst van de 100 beste spelers in de NHL ooit, die samengesteld werd ter ere van het 100-jarig bestaan van de competitie. In 2010, 2016 en 2017 werd Kane opgenomen in het All-NHL first team. Kane werd in 2019 topscorer van het voorbije decennium in de gehele competitie. Dat jaar was met 110 punten ook zijn beste reguliere seizoen. Hij werd opgenomen in het eerste team van beste NHL-spelers van het decennium. In 2020 haalde Kane als jongste geboren Amerikaan de 1000 punten. 2020 was overigens ook de laatste All Star-selectie voor Kane. Tegenwoordig scoorde alleen Mike Modano meer punten als geboren Amerikaan dan Kane. Voor de Blackhawks-franchise waren deze jaren sportief gezien zonder enorm veel succes. Uiteindelijk werd Kane in 2023, zijn laatste contractjaar, opgenomen in een ruil met de New York Rangers.

##### Periode na Chicago
De korte periode in New York was weinig succesvol. In de eerste ronde van de play-offs verloor de ploeg al teleurstellend in 7 duels van de New Jersey Devils. Eind november keerde Kane pas terug in de NHL door een éénjarig contract te tekenen bij de Detroit Red Wings. Hier werd hij ook teamgenoot van Daniel Sprong. De ploeg liep op 1 schamel punt de play-offs mis. Na het seizoen tekende Kane bij voor nog een seizoen in Detroit.

## Internationale prestaties
Kane vertegenwoordigde zijn land voor het eerst op op het WK voor mannen onder 18 en werd wereldkampioen. Zelf was hij met 12 punten in 6 duels topscorer. Een klein jaar later speelde Kane voor de VS op het WK onder 20 en won een bronzen medaille. Door zijn snelle groei in de NHL deed Kane een jaar later niet mee ondanks dat hij nog speelgerechtigd was. Dat jaar deed hij wel mee aan het senioren-WK. De VS werd hier 6e. In 2010 werd Kane geselecteerd voor de Olympische Spelen in Vancouver. In de finale verloor hij met zijn land van aartsrivaal Canada in overtime. Het was Sidney Crosby die de winnende goal maakte. In 2014 mocht Kane weer mee met de VS voor de Spelen in Sotsji. Het eindigde in een persoonlijk drama voor Kane. Hij kwam niet tot een doelpunt en in het duel om brons kreeg hij 2 penalty shots, maar wist er geen om te zetten in een doelpunt. Het duel ging met 0-5 verloren. In de halve finale werd er al opnieuw verloren van Canada (0-1). Met een vierde plaats bleef de VS zonder eremetaal achter. In 2018 deed Kane na 10 jaar weer mee aan het IIHF-WK. Hij werd aangewezen als aanvoerder. Kane scoorde 2 goals in de 3-2 zege op Tsjechië in de kwartfinale, waaronder de winnende. De halve finale ging tegen de Zweedse ploeg verloren, maar het brons werd veroverd tegen Canada. Met 20 punten was Kane topscorer en later ook uitgeroepen tot MVP van het toernooi. In 2019 was Kane weer aanvoerder. De VS werd ditmaal 6e.

## Prijzen en prestaties
- 2006 U18 All-Star Team
- Wereldkampioen en topscorer WK U18 2006
- Bronzen medaille WK junioren 2007
- OHL All-Rookie Team (2007)
- OHL First All-Star Team (2007)
- OHL Rookie of the Year (2007)
- CHL Rookie of the Year (2007)
- 2007 WJC All-Star Team
- NHL All-Rookie Team (2008)
- Calder Memorial Trophy (2008)
- Gespeeld in 9 All-Star Teams
- Second Star of the Week, 20-26 december 2009
- Third Star of the Month, december 2009
- Zilveren medaille Olympische Winterspelen 2010
- Stanley Cup-winnaar (2010, 2013, 2015)
- Winnende doelpunt Stanley Cup 2010
- First Team NHL All-Star 2010, 2016, 2017
- THN's Pavel Bure Award (Best Shootout Shooter) (2013)
- Conn Smythe Trophy (Playoff MVP) (2013)
- First Star of the Month, november 2013
- First Star of the Month, december 2013
- Bronzen medaille, topscorer en MVP WK 2018.
- Topscorer NHL jaren '10 (2010-2019)